# パトリシア・ハイスミス
パトリシア・ハイスミス（Patricia Highsmith, 1921年1月19日 - 1995年2月4日)は、アメリカ合衆国出身の作家。

## 生涯

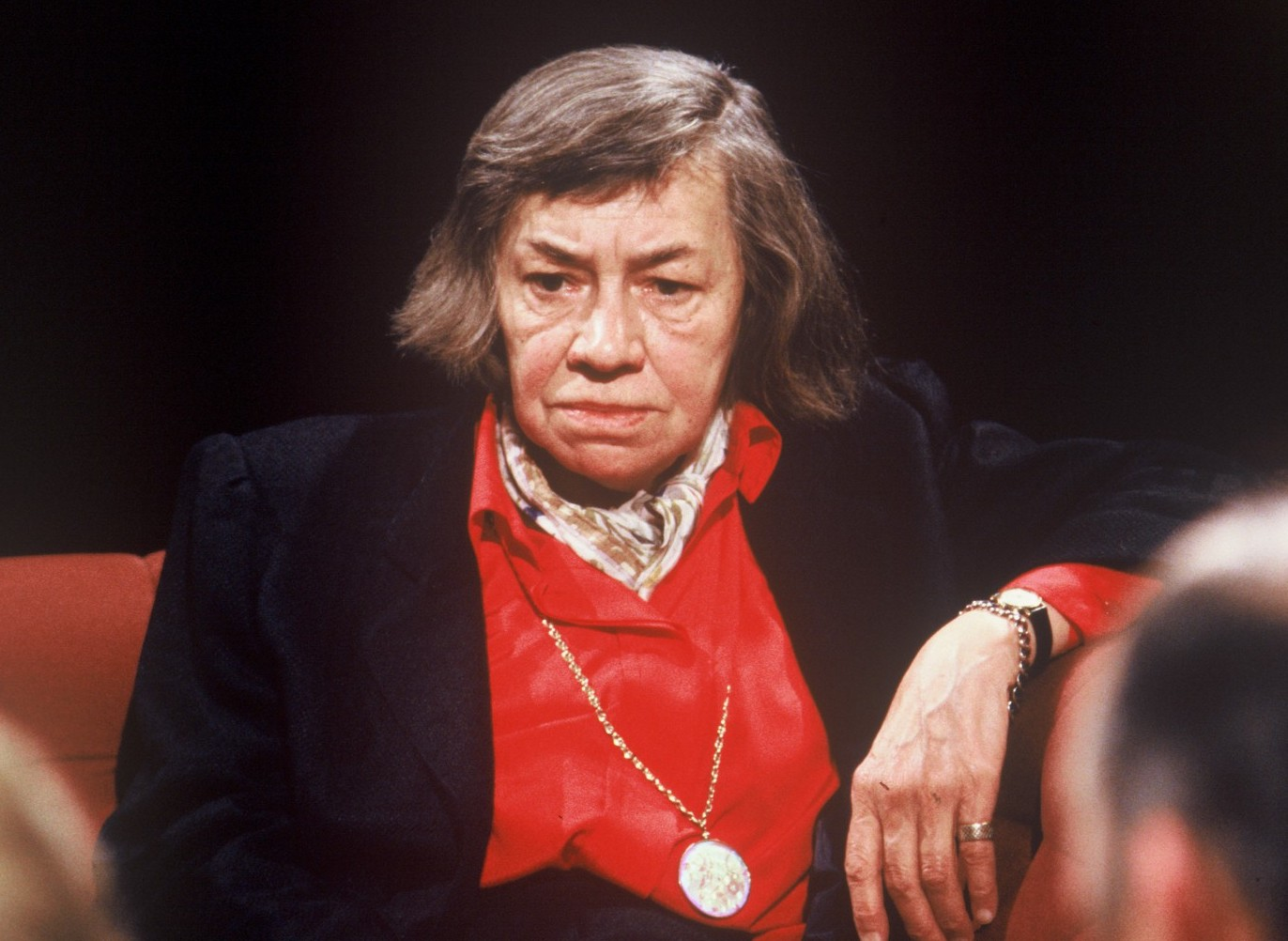
1988年

テキサス州のフォートワースに生まれ、スタンリー・ハイスミスの養女となりニューヨークで育つ。学生時代から、フョードル・ドストエフスキー、ジョゼフ・コンラッド、エドガー・アラン・ポー、ギ・ド・モーパッサンなどの作家を愛読した。バーナード・カレッジの在学中に短篇小説の執筆をはじめ、「ヒロイン」が雑誌『ハーパース・バザー』に掲載される。The Click of the Shutting という長篇小説も書いていたが、24歳の誕生日に破棄している。自らレズビアン、ないし両性愛者だと述べている。
作家となる前には、コミックブックの脚本・編集を担当していた。
長篇の処女作『見知らぬ乗客』の発表前、百貨店のアルバイト中に見かけた女性にヒントを得て長篇を執筆。人妻と女性店員の恋愛を描いたこの物語は、クレア・モーガン名義で The Price of Salt として出版され、同性愛者の人気を呼び、百万部をこえるベストセラーとなった。『見知らぬ乗客』がヒッチコックにより映画化され、長篇第3作『太陽がいっぱい』もルネ・クレマンによる同名映画がヒットし、ハイスミスは人気作家となる。『太陽がいっぱい』の主人公「トム・リプリー」は後にシリーズ化された。
1963年からヨーロッパ各地に移住、以後はアメリカを舞台とする作品を執筆する際には、アメリカの友人から当地の風俗についての情報を集めていた。1982年よりスイスで暮らし、1995年にティチーノ州・ロカルノの病院で、肺がんにより死去。
2021年に『Her Diaries and Notebooks：1941-1995』が刊行。その日記により映画「パトリシア・ハイスミスに恋して」が制作された。

## 作品
主にサスペンスやミステリーの分野で読者を獲得するが、ハイスミスは自作がそのように評価されることに不満を持っていた。グレアム・グリーンは、英雄的な主人公や合理的な展開とは異なる、不合理な展開や不安感をハイスミス作品の特徴としてあげている。
また、諷刺やブラック・ユーモアを含んだ多くの短篇も著している。カタツムリの観察を趣味とし、実際に何作品かでカタツムリを題材に取り上げた。
日本では映画「太陽がいっぱい」の原作者として知られながら、訳書は映画公開より10年以上遅れて刊行された。吉田健一がいち早く紹介したのを例外に、1980年代まで他の作品も短期で絶版となった。最晩年の1990年代に人気に火がつき、河出文庫や扶桑社ミステリー文庫で未訳本が多く刊行され、ようやく全体像が理解された。

## 受賞歴
- 1955年　"The Talented Mr. Ripley"（『太陽がいっぱい』）でフランス推理小説大賞を受賞。
- 1964年　"The Two Faces of January"（『殺意の迷宮』）で英国推理作家協会賞（CWA賞）外国作品賞を受賞。
- 1993年　フィンランド・ミステリ協会 外国推理作家賞（生涯の功績に対して）

## 主な著作

### 長篇（トム・リプリーシリーズ）
- The Talented Mr. Ripley, 1955.　
  - 『太陽がいっぱい』、青田勝訳、角川文庫、1971年。新版『リプリー』同、2000年
  - 『太陽がいっぱい』、佐宗鈴夫訳、河出文庫、1993年、改版2016年
- Ripley Under Ground, 1970.　
  - 『贋作』、上田公子訳、河出文庫、改版2016年
- Ripley's Game, 1974.　
  - 『アメリカの友人』、佐宗鈴夫訳、河出文庫、1992年、改版2016年
- The Boy Who Followed Ripley, 1980.　
  - 『リプリーをまねた少年』、柿沼瑛子訳、河出文庫、1996年、改版2017年
- Ripley Under Water, 1991.　
  - 『死者と踊るリプリー』、佐宗鈴夫訳、河出文庫、2003年、改版2018年

### 長篇（その他）
- Strangers on a Train, 1950.　
  - 『見知らぬ乗客』、青田勝訳、角川文庫、1972年
  - 『見知らぬ乗客』、白石朗訳、河出文庫、2017年
- The Price of Salt, 1952. - クレア・モーガン名義。現行版はハイスミス名義で改題『Carol』
  - 『キャロル』、柿沼瑛子訳、河出文庫、2015年
- The Blunderer, 1954.　
  - 『妻を殺したかった男』、佐宗鈴夫訳、河出文庫、1991年
- Deep Water, 1957.　
  - 『水の墓碑銘』、柿沼瑛子訳、河出文庫、1991年、改版2022年
- A Game for the Living, 1958.　
  - 『生者たちのゲーム』、松本剛史訳、扶桑社ミステリー文庫、2000年
- This Sweet Sickness, 1960.　
  - 『愛しすぎた男』、岡田葉子訳、扶桑社ミステリー文庫、1996年
- The Cry of the Owl, 1962.　
  - 『ふくろうの叫び』、宮脇裕子訳、河出文庫、1991年
- The Two Faces of January, 1964.　
  - 『殺意の迷宮』、榊優子訳、創元推理文庫、1988年
- The Glass Cell, 1964.　
  - 『ガラスの独房』、瓜生知寿子訳、扶桑社ミステリー文庫、1996年
- A Suspension of Mercy, 1965. アメリカ版タイトル：The Story-Teller.　
  - 『慈悲の猶予』、深町眞理子訳、早川書房、1966年
    - 改題新版『殺人者の烙印』 創元推理文庫、1986年
- Those Who Walk Away, 1967.　
  - 『ヴェネツィアで消えた男』、富永和子訳、扶桑社ミステリー文庫、1997年
- The Tremor of Forgery, 1969.　
  - 『変身の恐怖』、吉田健一訳、筑摩書房「世界ロマン文庫」、1970年。ちくま文庫、1997年
- A Dog's Ransom, 1972.　
  - 『プードルの身代金』、瀬木章訳、講談社文庫、1985年
  - 『プードルの身代金』、岡田葉子訳、扶桑社ミステリー文庫、1997年
- Edith's Diary, 1977.　
  - 『イーディスの日記』、柿沼瑛子訳、河出文庫（上下）、1992年
- People Who Knock on the Door, 1983.　
  - 『扉の向こう側』、岡田葉子訳、扶桑社ミステリー文庫、1992年
- Found in the Street, 1986.　
  - 『孤独の街角』、榊優子訳、扶桑社ミステリー文庫、1992年
- Small g.: A Summer Idyli, 1994.　
  - 『スモールgの夜』、加地美知子訳、扶桑社ミステリー文庫、1996年

### 短篇集
- 『動物好きに捧げる殺人読本』共訳、創元推理文庫、1986年
- Eleven, 1970.　
  - 『11の物語』 小倉多加志訳、ハヤカワ文庫、1990年、改版2005年 - 序文はグレアム・グリーン

1. 「かたつむり観察者」
2. 「恋盗人」
3. 「すっぽん」
4. 「モビールに艦隊が入港したとき」
5. 「クレイヴァリング教授の新発見」
6. 「愛の叫び」
7. 「アフトン夫人の優雅な生活」
8. 「ヒロイン」
9. 「もうひとつの橋」
10. 「野蛮人たち」
11. 「からっぽの巣箱」

- Little Tales of Misogyny, 1977.　
  - 『女嫌いのための小品集』 宮脇孝雄訳、河出文庫、1993年
- 『回転する世界の静止点　初期短篇集1938-1949』 宮脇孝雄訳、河出書房新社、2005年

1. 「素晴らしい朝」
2. 「不確かな宝物」
3. 「魔法の窓」
4. 「ミス・ジャストと緑の体操服を着た少女たち」
5. 「ドアの鍵が開いていていつもあなたを歓迎してくれる場所」
6. 「広場にて」
7. 「虚ろな神殿」
8. 「カードの館」
9. 「自動車」
10. 「回転する世界の静止点」
11. 「スタイナク家のピアノ」
12. 「とってもいい人」
13. 「静かな夜」
14. 「ルイーザを呼ぶベル」

- 『目には見えない何か　中後期短篇集1952-1982』 宮脇孝雄訳、河出書房新社、2005年

解説は、批評家のポール・インヘンダーイと1985年-1995年までハイスミスを担当した編集者アンナ・フォン・プランタ。各・単行本未収録
1. 「手持ちの鳥」
2. 「死ぬときに聞こえてくる音楽」
3. 「人間の最良の友」
4. 「生まれながらの失敗者」
5. 「危ない趣味」
6. 「帰国者たち」
7. 「目には見えない何か」
8. 「怒りっぽい二羽の鳩」
9. 「ゲームの行方」
10. 「フィルに似た娘」
11. 「取引成立」
12. 「狂った歯車」
13. 「ミセス・ブリンの困ったところ、世界の困ったところ」
14. 「二本目の煙草」

### その他
- Miranda the Panda Is on the Veranda (with Doris Sanders) , 1958. - 児童書。ハイスミスは挿絵を担当。
- Plotting and Writing Suspense Fiction, 1966.　
  - 『サスペンス小説の書き方』 坪野圭介訳、フィルムアート社、2022年 - 作家論、小説論

## 映像化作品
- 『見知らぬ乗客』、1951年。アルフレッド・ヒッチコック監督、Strangers on a Trainの映画化
- 『太陽がいっぱい』、1960年。ルネ・クレマン監督、The Talented Mr. Ripleyの映画化
- 『Le Meurtrier』、1966年。クロード・オータン＝ララ監督、The Blundererの映画化、日本未公開
- 『死刑台に接吻』、1969年。ロバート・スパー監督、Strangers on a Trainの再映画化
- 『アメリカの友人』、1977年。ヴィム・ヴェンダース監督、Ripley's Gameの映画化
- 『Dites-lui que je l'aime』、1977年。クロード・ミレール監督、This Sweet Sicknessの映画化、日本未公開
- 『ガラスの独房（英語版）』または『愛の絆』、1977年。ハンス・W・ガイセンデルファー（英語版）監督、The Glass Cellの映画化
- 『Eaux profondes』、1982年。ミシェル・ドヴィル監督、Deep Waterの映画化、日本未公開
- 『Ediths Tagebuch』、1983年。ハンス・W・ガイセンデルファー監督、Edith's Diaryの映画化、日本未公開
- 『Die Zwei Gesichter des Januar』、1986年。ヴォルフガング・シュトルヒ／ガブリエラ・ツェルハウ監督、Two Faces Of Januaryの映画化、日本未公開
- 『ふくろうの叫び』、1987年。クロード・シャブロル監督、The Cry of the Owlの映画化
- 『Der Geschichtenerzähler』、1989年。ライナー・ボルト監督、A Suspension of Mercyの映画化、日本未公開
- 『Trip nach Tunis』、1993年。ペーター・ゲーデル監督、The Tremor of Forgeryの映画化、日本未公開
- 『リプリー』、1999年。アンソニー・ミンゲラ監督、The Talented Mr. Ripleyの再映画化
- 『リプリーズ・ゲーム』、2002年。リリアーナ・カヴァーニ監督、Ripley's Gameの再映画化、日本未公開
- 『Found in the Street』、2004年。テリー・キニー監督、Found in the Streetの映画化、日本未公開
- 『リプリー 暴かれた贋作』、2005年。ロジャー・スポティスウッド監督、Ripley Under Groundの映画化、日本未公開
- 『ギリシャに消えた嘘』、2014年。ホセイン・アミニ監督、The Two Faces of Januaryの映画化
- 『キャロル』、2015年。トッド・ヘインズ監督、The Price of Saltの映画化
- 『ライク・ア・キラー 妻を殺したかった男』、2016年。アンディ・ゴダード監督、The Blundererの映画化
- 『底知れぬ愛の闇 Deep Water』、2022年。エイドリアン・ライン監督。『水の墓碑銘』(Deep Water)の映画化。
- 『パトリシア・ハイスミスに恋して』(Loving Highsmith)、2022年4月、日本公開2023年11月。エバ・ビティヤ監督、グェンドリン・クリスティーナレーションのドキュメンタリー映画。
- 『リプリー（英語版）』、2024年。スティーヴン・ザイリアン監督のNetflix配信ドラマ。